# Reichsstadt Schlettstadt
Die Reichsstadt Schlettstadt (heute: Sélestat) war ein Territorium des Deutschen Reiches im Elsass.

## Vorgeschichte
Das Kloster Conques gründete 1095 eine Propstei im Bereich des späteren Schlettstadt, die auf einer staufischen Schenkung beruhte. Die Vogtei über die Propstei lag weiter bei den Staufern. Im 12. Jahrhundert bildete sich um die Propstei eine Marktsiedlung.

## Reichsstadt

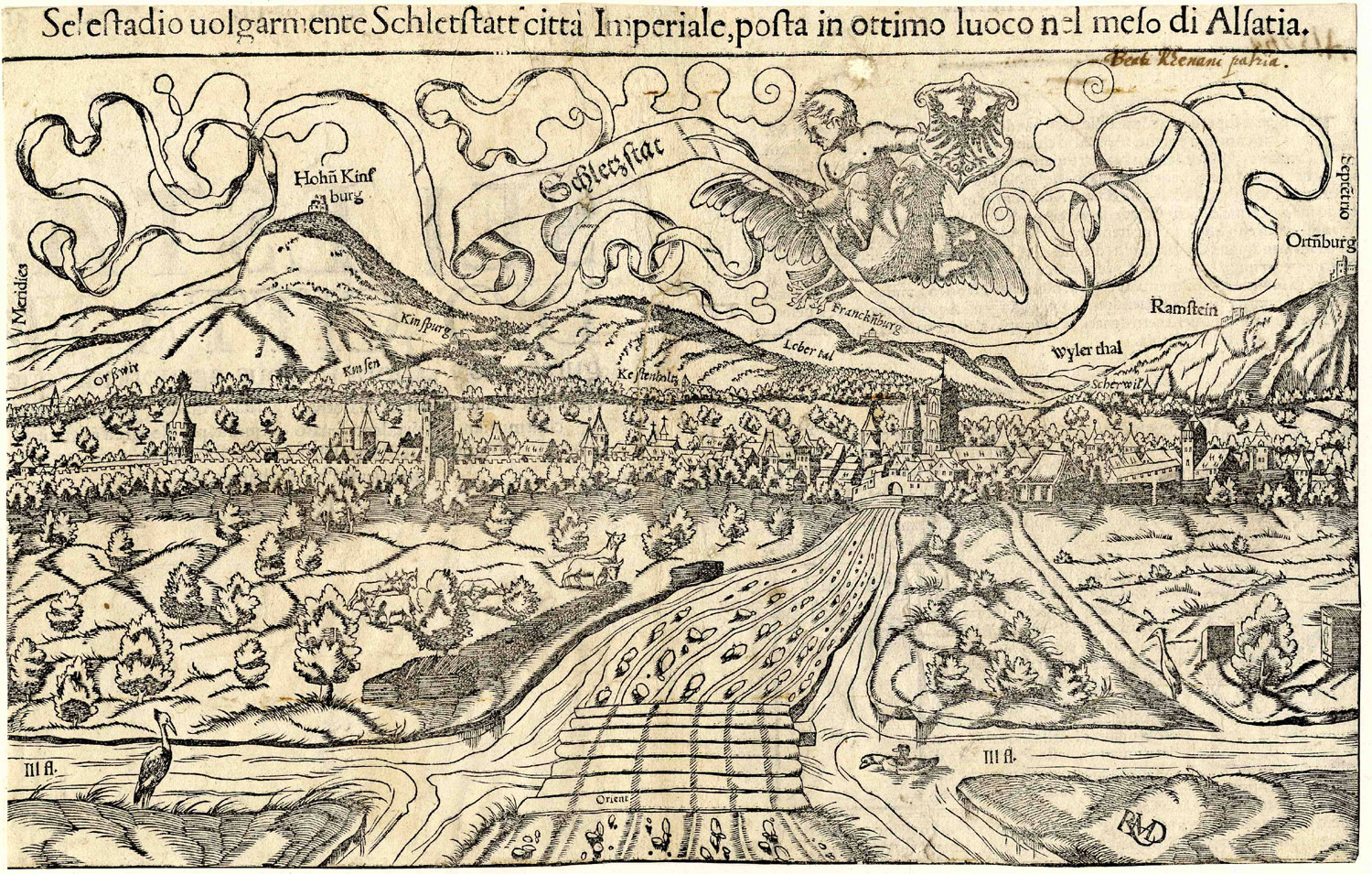
Schlettstadt vor 1550; Holzschnitt von Hans Rudolf Manuel

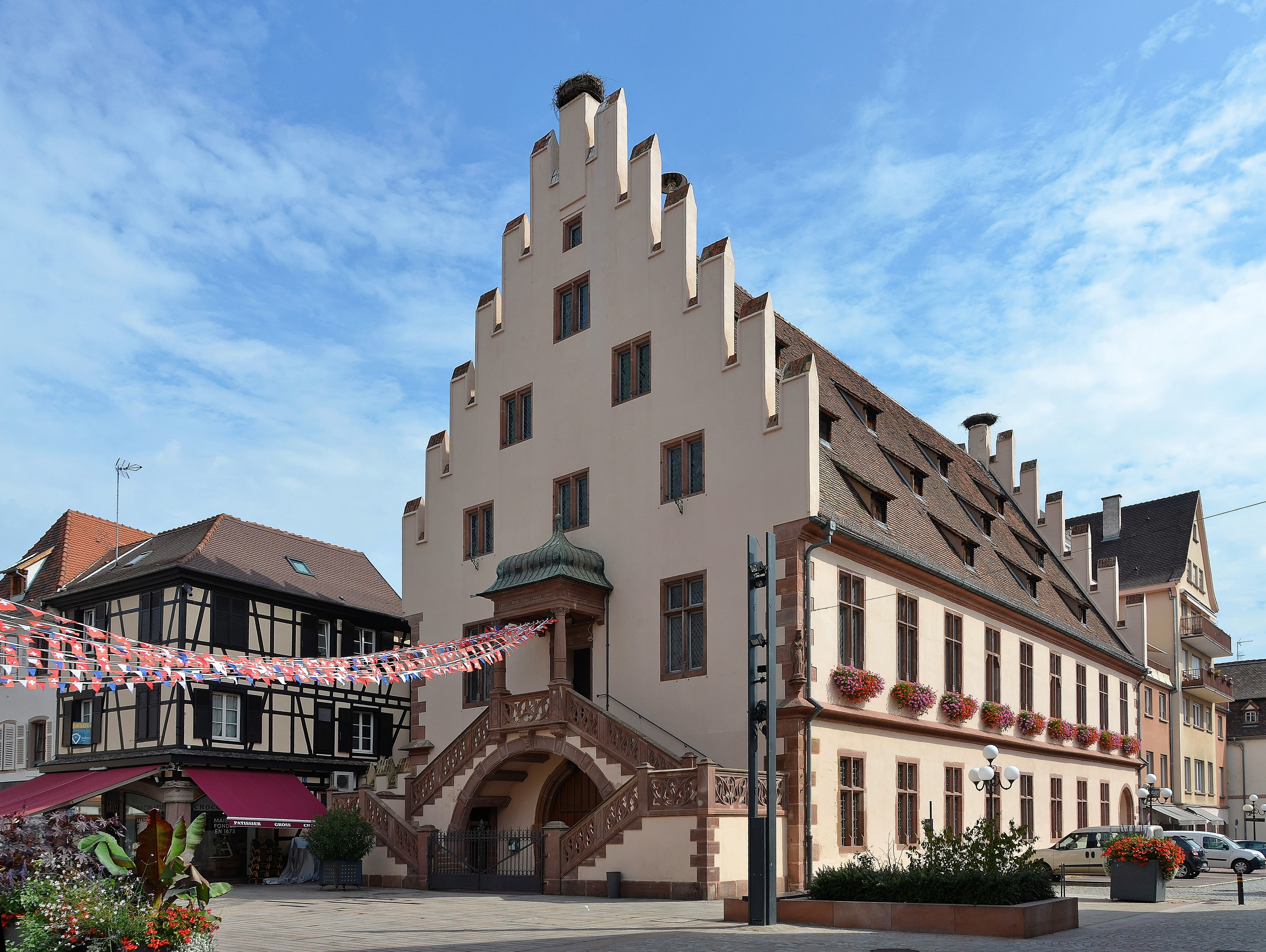
Historisches Rathaus

König Friedrich II. erhob – vermutlich 1215/16 – die Siedlung zur Stadt. 1217 kam es zwischen König und Propst zu einer Vereinbarung über die beiderseitigen Rechte in der Stadt. Während des Interregnum versuchte der Bischof von Straßburg auf die Stadt zuzugreifen, was aber letztlich scheiterte. 1292 erhielten die Bürger von Schlettstadt von König Adolf ein Stadtrecht verliehen, das dem von Colmar entsprach, was 1330 von Kaiser Ludwig IV. bestätigt und erweitert wurde.
Schlettstadt wurde 1354 Mitglied des Zehnstädtebundes und erweiterte seine Befestigungen. Der Zehnstädtebund garantierte die Unabhängigkeit seiner Mitglieder gegen übergriffige, benachbarte Territorialherren bis ins 17. Jahrhundert.
Die Renaissance war ein kultureller Höhepunkt in Schlettstadt, das ein Zentrum des Humanismus am Oberrhein war. Die dortige Lateinschule, deren Bibliothek in der Humanistenbibliothek in Schlettstadt bis heute erhalten ist, war eine berühmte Ausbildungsstätte im Reich.
Im Reichsstädtekollegium des Reichstages des Heiligen Römischen Reiches hatte die Stadt einen Sitz in der „Rheinischen Bank“.
Bauernkrieg und schließlich der Dreißigjährige Krieg markierten den Niedergang der Stadt. Die Schweden belagerten und eroberten sie 1632 und überließen sie 1634 den Franzosen. Im Westfälischen Frieden 1648 erhielt Frankreich mit der Landvogtei Hagenau die Schutzherrschaft und Souveränität über Schlettstadt und die anderen elsässischen Reichsstädte. Zwar gab es eine Schutz- und Bestandsgarantie für die bisher reichsunmittelbaren Städte, die aber die französische Oberhoheit nicht beeinträchtigen durfte.

## Ende

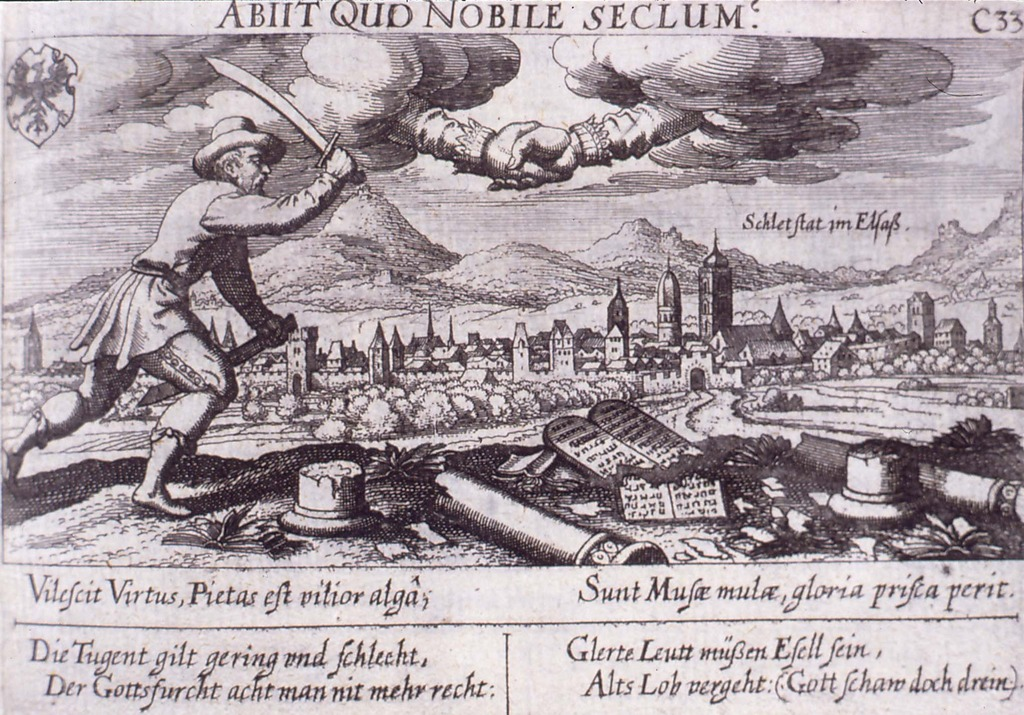
Schlettstadt im Dreißigjährigen Krieg, um 1642

Die Machtstellung Frankreichs in der Dekapolis war zunächst eingeschränkt, da es durch den bis 1659 fortgesetzten Krieg gegen Spanien militärisch andernorts gebunden war und die Fronde und die Minderjährigkeit König Ludwigs XIV. die Autorität der französischen Krone einschränkten. Vorläufig behaupteten dadurch die Städte ihre Reichsunmittelbarkeit und schickten weiter Vertreter auf den Reichstag. 1661 verlangte der von Frankreich eingesetzte neue elsässische Landvogt Armand-Charles de La Porte von den zehn Reichsstädten den Treueid, den sie schließlich nach einigem Widerstand am 10. Januar 1662 in Hagenau leisteten. Die endgültige Machtübernahme Frankreichs geschah während des Holländischen Krieges. 1673 usurpierte Ludwig XIV. die Stadt, ließ die alten Stadtmauern abreißen und zwei Jahre später moderne Befestigungsanlagen errichten.